# Børge Kaas Andersen
Børge Kaas-Andersen (26. april 1937 - 16. december 2019) var en dansk roer. Han var medlem af Københavns Roklub i Sydhavnen.
Andersen var med i den danske firer uden styrmand ved OL 1960 i Rom. Hugo Christiansen, Mogens Jensen og Ole Kassow udgjorde resten af bådens besætning. Danskerne sluttede på femtepladsen ud af seks både i det indledende heat, og skulle derfor ud i et opsamlingsheat. Her kom man ind på tredjepladsen ud af fire både, og kvalificerede sig derfor ikke til finalen.